# Xyris pauciflora
Xyris pauciflora är en gräsväxtart som beskrevs av Carl Ludwig von Willdenow. Xyris pauciflora ingår i släktet Xyris och familjen Xyridaceae. IUCN kategoriserar arten globalt som livskraftig. Inga underarter finns listade i Catalogue of Life.